# Abu l-Fath as-Samiri
Abu l-Fath as-Samiri (... – 1356) è stato uno scrittore arabo.
Samaritano, fu autore di una cronaca della storia del mondo, vista attraverso la sua religione.